# Prosopocera nivea
Prosopocera nivea är en skalbaggsart som beskrevs av Hunt och Stefan von Breuning 1966. Prosopocera nivea ingår i släktet Prosopocera och familjen långhorningar. Inga underarter finns listade i Catalogue of Life.